# Білий комірець

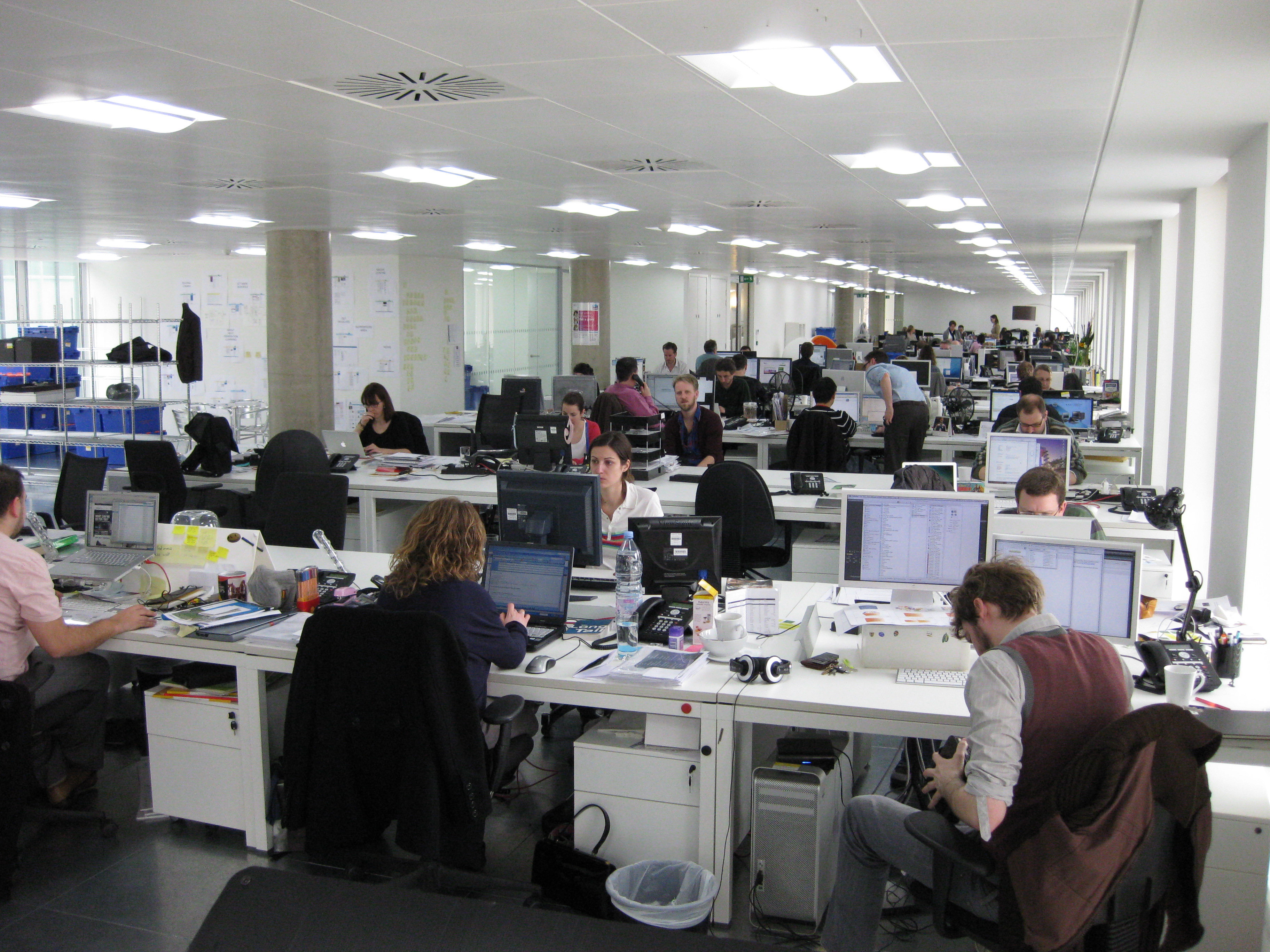
Білі комірці на робочому місці

Білі комірці — працівники розумової праці, службовці, чиновники, працівники апарату управління, менеджери, інженерно-технічний персонал;